# الرجل العنكبوت
سبايدرمان أو الرجل العنكبوت (بالإنجليزية: Spider-Man) شخصية خيالية خارقة تظهر في الكتب المصورة الأمريكية التي تنشرها مارفل كومكس. تم إنشاء الشخصية من قبل الكاتب المحرر ستان لي والكاتب الفنان ستيف ديتكو، وظهرت لأول مرة في الكتاب الهزلي للرسوم المصورة أميزينغ فانتازي العدد الخامس عشر (أغسطس 1962) في العصر الفضي للكتب الهزلية. لي وديتكو صوّرا الشخصية على أنه يتيم ترعاه عمته ماي وعمه بن في مدينة نيويورك، يلدغه عنكبوت فيمنحه قوة خارقة وخفة في الحركة، والقدرة على التمسك بمعظم الأسطح، ويمنحه أيضاً حاسة تساعده على استشعار الخطر والتي تتيح له محاربة خصومه.

## قصة الشخصية

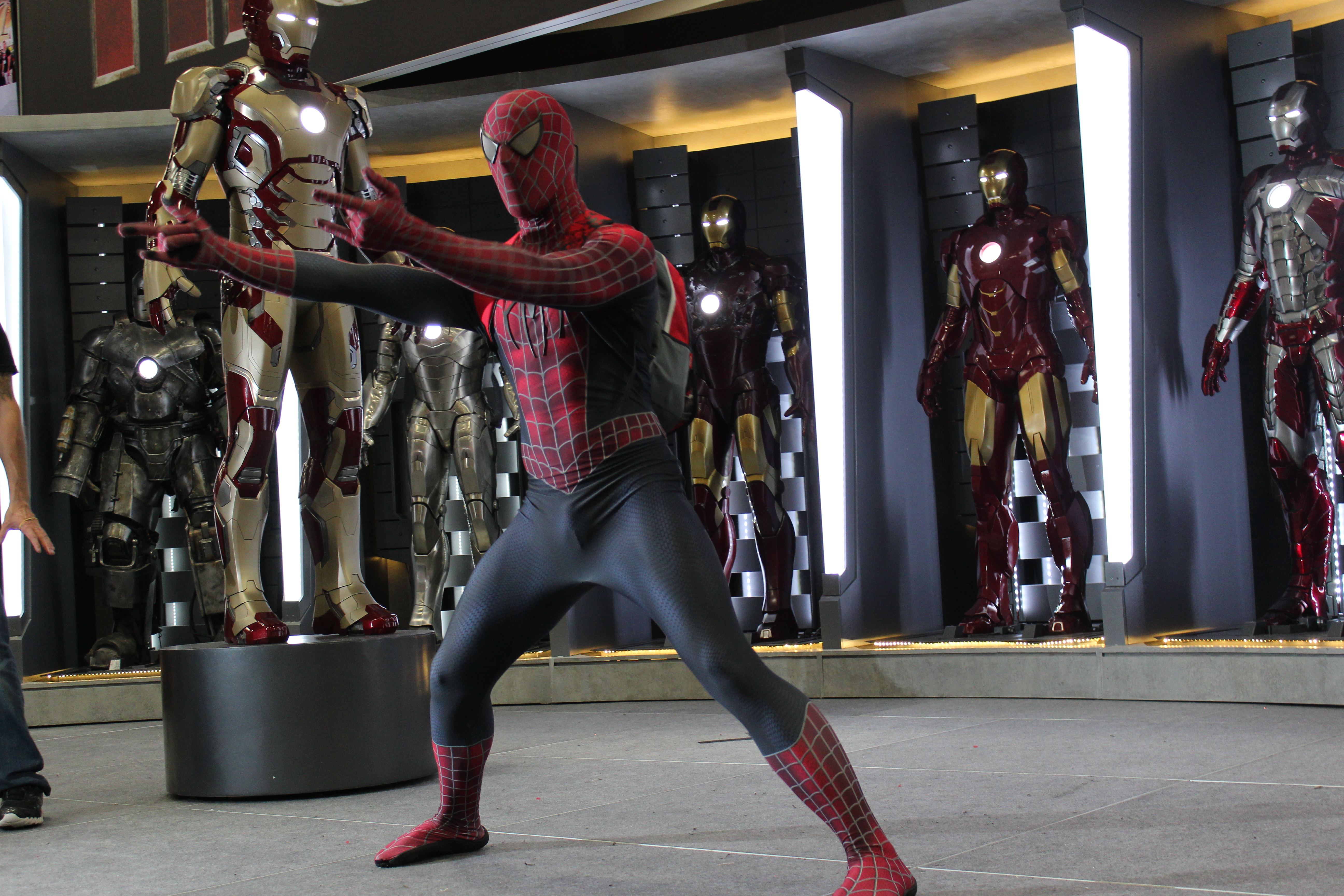
سبايدرمان

اسمه بالولادة بيتر بنجامين باركر مات أبوه غدرا عندما اتهم أنه جاسوس عاش بعد ذلك مع عمته حياة سعيدة وعندما كان في أحد الرحلات التي تقدمها الجامعة لدغه عنكبوت معدل جينيا فأعطاه ذلك قدرات خاصة وخارقة للقدرات البشرية الأعتيادية ومن هنا تبدأ المغامرة الكبيرة بأجزاء الفيلم الثلاث :
سبايدرمان (فيلم 2002) و الرجل العنكبوت 2 و سبايدرمان 3 (فيلم) .
والجزئين الإضافيين : الرجل العنكبوت المذهل (فيلم) و الرجل العنكبوت المذهل 2 (فيلم).
وأجزاء عالم مارفل السينمائي : سبايدرمان: العودة للوطن و سبايدرمان: بعيدا عن الوطن و سبايدرمان: لا عودة إلى الديار .

## مسلسلات رسوم متحركة من بطولة الرجل العنكبوت
- سبايدرمان (1967)
- سبايدرمان (1981)
- سبايدرمان وأصدقائه المدهشين
- سبايدرمان (1994)
- سبايدرمان أنلميتد
- سبايدرمان (2003)
- سبيكتاكيولار سبايدرمان
- ألتيميت سبايدرمان

## مسلسلات تلفزيونية من بطولة الرجل العنكبوت
- سبايدرمان (مسلسل ياباني)

## وصلات خارجية
- Spider-Man at Marvel Universe Wiki
- الموقع الرسمي
- الموقع الرسمي
- Spider-Man على قاعدة بيانات الكتب المصورة
- Spider-Man at Don Markstein's Toonopedia. Archived from the original on August 2, 2017.
- SpiderFan
- Spider-Man على مشروع الدليل المفتوح
- The science of Spider-Man, Cosmos
- The physics of Spider-man's webs, وايرد
- Spider-Man physics: How real is the superhero, Wired
- Spider-Man at Comic Vine
  - Spider-Man at Marvel Wiki
  - Peter Parker at Marvel Wiki
- Spider-Man Wiki
  - Peter Parker at Spider-Man Wiki